# Pilar López de Ayala
Pilar López de Ayala tên đầy đủ là Pilar López de Ayala y Arroyo, sinh ngày 18.9.1978 tại Madrid, là một nữ diễn viên điện ảnh Tây Ban Nha.  Cô đã đoạt giải Goya cho nữ diễn viên chính xuất sắc nhất cho vai diễn Juana of Castile trong phim Juana la Loca do Vicente Aranda đạo diễn (phát hành tại Hoa Kỳ dưới tên Mad Love).

## Gia đình
Cha của Pilar là Rodrigo López de Ayala y Sánchez-Arjona và mẹ là Pilar Arroyo y Gallego. Cô có một anh trai tên là Rodrigo López de Ayala y Arroyo (sinh tại Madrid ngày 20.1.1975). Cô thuộc dòng dõi quý tộc ở Extremadura và là cháu nhiều đời của Christopher Columbus.

## Danh mục phim
- El Niño invisible (1995).... Hermana (as Pilar López)
- Yo, una mujer (unknown episodes, 1996).... Aranua
- Menudo es mi padre (unknown episodes, 1996)....
- Al salir de clase (369 Episodes, 1997-2002).... Carlota Chacón
- Cuando vuelvas a mi lado (By My Side Again) (1999).... Lidia niña #2
- El Paraíso perdido (Paradise Lost) (1999)....
- Aviso de bomba (2000).... Natalia
- Hospital Central (1 episode, "Relaciones dificiles", 2000).... Mamen
- La Gran vida (Living It Up) (2000)....
- Báilame el agua (2000).... María
- Besos para todos (Kisses for Everyone) (2000).... Rocío
- Juana la Loca (Mad Love, Madness of Joan or Madness of Love) (2001).... Juana la Loca
- La gran ilusión (1 episode, "Más allá del jardín", 2001).... Herself
- Lo + plus (1 episode, "ngày 27 tháng 9 năm 2001", 2001).... Herself
- XVI premios Goya (2002) (TV).... Herself and Winner: Best Lead Actress
- XI premios unión de actores (2002) (TV).... Herself
- The Bridge of San Luis Rey (2004).... Camila Villegas (La Perichola)
- XVIII premios Goya (2004) (TV).... Herself and Presenter: Best Lead Actor & Best Cinematography
- Ceremonia de clausura (2005) (TV).... Herself archive footage
- San Sebastián 2005: Crónica de Carlos Boyero (2005) (TV).... Maestra archive footage
- 50 y más (2005) (TV).... Juana la Loca archive footage
- Ceremonia de apertura (2005) (TV).... Herself
- Obaba (2005).... Maestra and performer of Birjiña Mate
- Magacine (1 episode, "ngày 16 tháng 9 năm 2005", 2005).... Herself archive footage
- Corazón de... (1 episode, "ngày 29 tháng 9 năm 2005", 2005).... Maestra (uncredited) archive footage
- XX premios Goya (2006) (TV).... Herself and Nominee: Best Supporting Actress & Presenter
- Versión española (2 episodes, "ngày 15 tháng 4 năm 2005" and "...", 2005-2006).... Herself
- Corazón de... (4 episodes, "ngày 19 tháng 9 năm 2005", "ngày 16 tháng 1 năm 2006", "ngày 20 tháng 3 năm 2006" and "ngày 30 tháng 5 năm 2006", 2005-2006).... Herself
- La imagen de tu vida (1 episode, 2006).... Herself archive footage
- Bienvenido a casa (Welcome Home) (2006).... Eva
- Alatriste (2006).... Mujer de Malatesta
- La mandrágora (1 episode, "ngày 5 tháng 7 năm 2006", 2006).... Herself
- Hécuba, un sueño de pasión (2006).... Herself (also archive footage)
- Cómo conseguir un papel en Hollywood (2007) (TV).... Herself archive footage
- Sexo en el plató (2007) (TV).... Juana la Loca archive footage
- En la ciudad de Sylvia (2007).... Ella
- Las 13 rosas (2007).... Blanca Brisac Vázquez
- XXII Premios Anuales de la Academia (2008) (TV).... Blanca Brisac archive footage
- Comme les autres (2008).... Josefina María Paredes dite Fina
- Sólo quiero caminar (2008).... Paloma

## Truyền hình
- Hospital central (2000)
- Al salir de clase (1997-2001)
- Menudo es mi padre (1996)
- Yo, una mujer (1996)

## Các giải thưởng

### Liên hoan phim quốc tế San Sebastián
| Năm  | Loại giải                        | Phim          | Kết quả   |
| ---- | -------------------------------- | ------------- | --------- |
| 2001 | Nữ diễn viên chính xuất sắc nhất | Juana la Loca | Đoạt giải |

### Giải Goya
| Năm  | Loại giải                                      | Phim             | Kết quả   |
| ---- | ---------------------------------------------- | ---------------- | --------- |
| 2005 | Giải Goya cho nữ diễn viên phụ xuất sắc nhất   | Obaba            | Đề cử     |
| 2001 | Giải Goya cho nữ diễn viên chính xuất sắc nhất | Juana la Loca    | Đoạt giải |
| 2000 | Giải Goya cho nữ diễn viên triển vọng nhất     | Besos para todos | Đề cử     |